# Trälsjön, Dalarna
Trälsjön är en sjö i Orsa kommun i Dalarna och ingår i Dalälvens huvudavrinningsområde. Sjön har en area på 0,0904 kvadratkilometer och ligger 288,5 meter över havet.

## Delavrinningsområde
Trälsjön ingår i det delavrinningsområde (680251-145590) som SMHI kallar för Inloppet i Stor-Ärga. Medelhöjden är 313 meter över havet och ytan är 6,09 kvadratkilometer. Det finns ett avrinningsområde uppströms, och räknas det in blir den ackumulerade arean 15,24 kvadratkilometer. Finnsjöån som avvattnar avrinningsområdet har biflödesordning 3, vilket innebär att vattnet flödar genom totalt 3 vattendrag innan det når havet efter 409 kilometer. Avrinningsområdet består mestadels av skog (92 procent). Avrinningsområdet har 0,09 kvadratkilometer vattenytor vilket ger det en sjöprocent på 3,1 procent.